# Helmut Hauser
Helmut Hauser (Schopfheim, 7 marzo 1941) è un ex calciatore tedesco, di ruolo attaccante.
All'ottavo posto tra i primi dieci marcatori di tutti i tempi del Basilea.

## Palmarès

### Club
- Campionato svizzero: 4

Basilea: 1966-1967, 1968-1969, 1969-1970, 1971-1972
- Coppa Svizzera: 1

Basilea: 1966-1967
- Coppa delle Alpi: 2

Basilea: 1968-1969, 1969-1970